# 성층권망원경

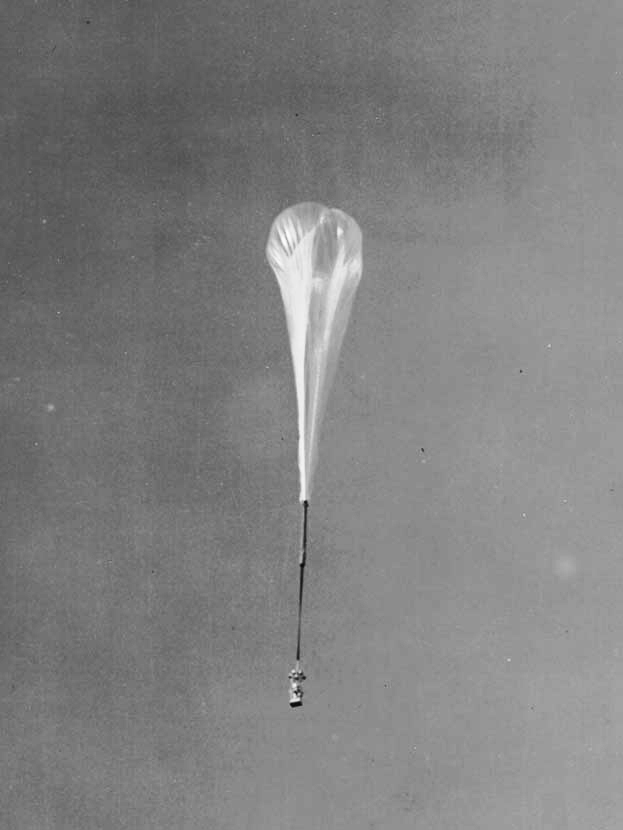
성층권망원경 1호

성층권망원경(Stratoscope)은 1950년대부터 1970년대 사이에 가시광선 및 적외선 영역으로 천체를 관측하는 데 사용한, 풍선에 탑재된 망원경 두 기를 가리키는 말이다. 둘 다 지상으로부터의 무선 조종으로 임무를 수행했다.
성층권망원경 1호(Stratoscpoe I)에는 30.48센티미터(12인치) 크기의 거울이 탑재되었으며, 1957년에 공중에 띄웠다. 마틴 슈바르츠실트가 설계했고 퍼킨엘머 주식회사가 제작했다. 작은 보조 거울이 큰 거울에 비친 화상을 35밀리미터 영화용 카메라에 집중시켰고, 카메라는 이 화상들을 필름에 담았다. 이 1호로 마틴 슈바르츠실트가 태양 광구의 쌀알무늬 및 난류 현상을 연구했다.
성층권망원경 2호(Stratoscpoe II)에는 91.4센티미터(36인치) 크기의 거울이 탑재되었으며 1963년부터 1971년까지 가동되었다. 사진기가 실린 곤돌라의 무게는 3.5톤에 이르렀다. II는 행성 대기, 적색 거성의 대기, 은하 관측 임무를 수행했다. 2호가 투입된 초기에는 사진 필름이 쓰였으나 얼마 지나지 않아 텔레비전 디텍터로 교체되었다.